# Elena Jaumandreu i Garrido
Elena Jaumandreu i Garrido (Barcelona, Barcelonès, 22 de juny de 1936) és una muntadora cinematogràfica catalana.
Nascuda tres setmanes abans del cop d'Estat del General Franco, amb només 6 anys la família va haver de traslladar-se a Madrid, on les noves autoritats franquistes havien centralitzat la indústria cinematogràfica, anteriorment molt present a Barcelona, en la qual hi treballava el seu pare Francesc Jaumandreu i Sala (1912-1992), un dels primers muntadors a l'Estat espanyol.

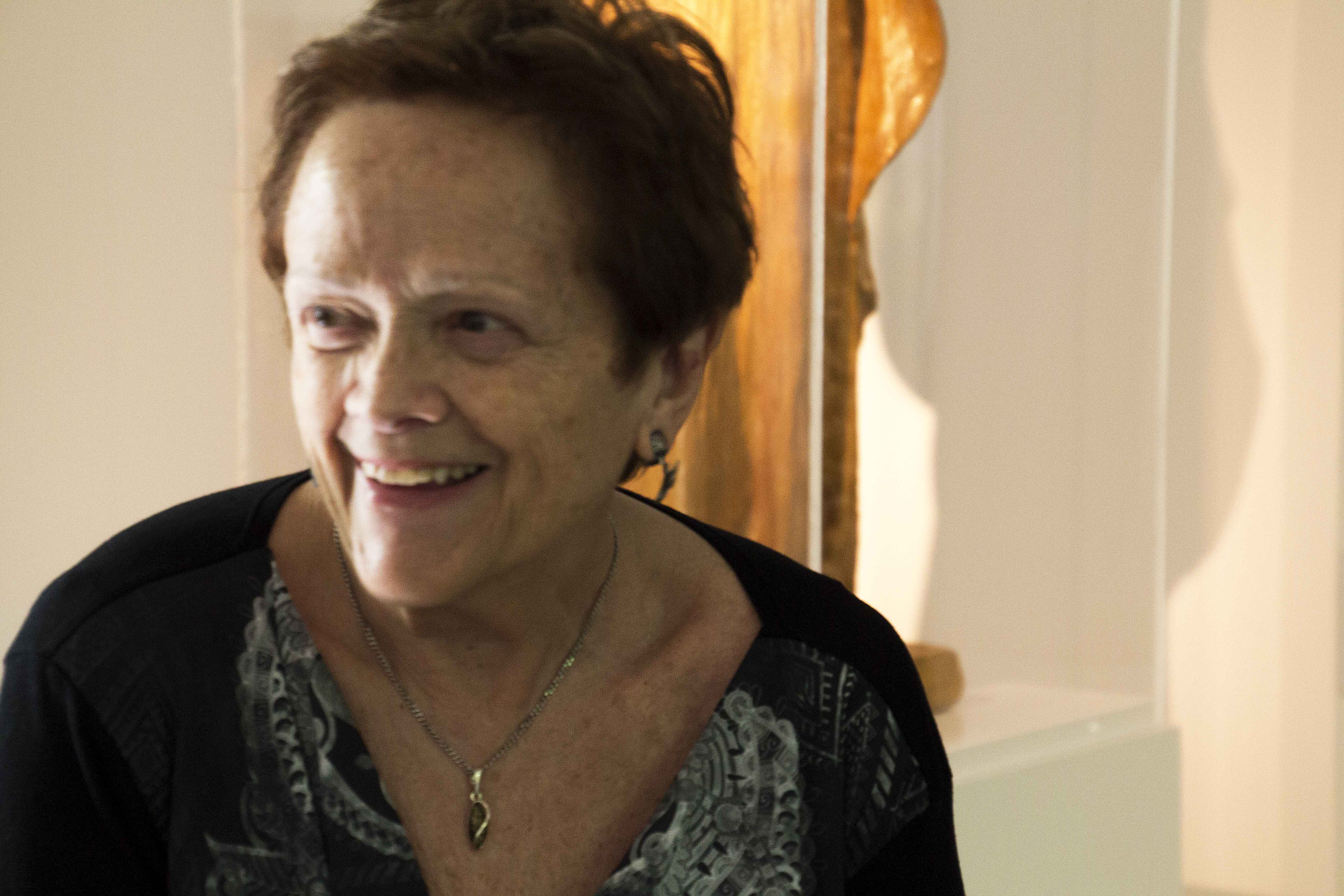
Elena Jaumandreu i Garrido

Durant la seva joventut practicà teatre al Cercle Català de Madrid. Fou en aquesta ciutat on, després de cursar estudis de secretària, aprengué l'ofici del seu pare, amb qui treballà durant anys al llarg de la seva estada a Madrid. El seu germà Francesc, també muntador, aprengué l'ofici d'ella. Va treballar també com a ajudant de Petra de Nieva i de Pedro del Rey.
Residí a Madrid del 1942 al 1969, moment en què es trasllada de nou a Barcelona, es casa i té el primer dels seus tres fills. Des d'aquell moment es dedicà sobretot al muntatge de doblatge a l'estudi Sonoblok, ubicat en aquell moment al carrer Roger de Flor de la capital catalana.

## Trajectòria professional
Col·laborà en l'edició de Los golfos (1960), de Carlos Saura. La seva primera pel·lícula com a primera muntadora fou Chimes at Midnight (1965), d'Orson Welles, segons el qual Jaumandreu és "la millor muntadora cinematogràfica del món". Treballà en una quinzena de produccions, entre les quals destaquen el muntatge de la primera cinta d'Eloy de la Iglesia, Fantasía... 3 i, després, El cochecito, Las Vegas, 500 millones (1968), d'Antonio Isasi Isasmendi i Interior roig (1983), d'Antoni Anglada. El 2015 col·labora a Cerdanyola del Vallès amb l'associació TCC, un taller de cinema per a gent gran. El 2015 va fundar l'associació Taller de Cinema de Cerdanyola (TCC) a Cerdanyola del Vallès, població on viu. L'any 2019 fou nomenada membre d'honor de l'Acadèmia del Cinema Català. El 2021 va rebre la Creu de Sant Jordi.